# Виваком България
„Виваком България“ ЕАД (до 5 октомври 2022 година „Българска телекомуникационна компания“ ЕАД, съкратено БТК) е български телекомуникационен оператор, известен след 2009 г. с търговската си марка Vivacom. По данни на Комисията за регулиране на съобщенията през 2013 г. относителният дял на БТК на българския пазар, изчислен на база брой абонати, възлиза на 22,1%, а този, изчислен на база приходи, възлиза на 21,3%. Към 2016 г. основният ѝ собственик е Вива Телеком България ЕАД, но руската Empreno Ventures Limited води съдебен спор за собствеността. От 2020 година, собственик на Виваком и БТК е базираният в Нидерландия медиен и телекомуникационен доставчик Юнайтед Груп, а Главен Изпълнителен Директор от 2021 година става досегашният Главен Изпълнителен Директор на Нова Броадкастинг Груп – Николай Андреев. През февруари 2024 г. „Виваком“ официално става новия собственик на „Булсатком“

## История
Телекомуникациите в страната ни водят началото си още от периода на Следосвобожденска България. През 1879 г. е създадено първото дружество за организиране и улесняване на комуникациите – Плевенската пощенска, телеграфна, телефонна и радио станция, което е и пързвообразът на съвременниия модерен оператор.
През 1981 г. е създадено държавно дружество Български пощи и далекосъобщения.
Българската телекомуникационна компания АД е създадена през 1992 г. като част от разделянето на дългогодишното държавно предприятие „Български пощи и далекосъобщения“ в различни фирми.

### Приватизация
Приватизацията на БТК е една от трудните приватизационни сделки в България и отнема десет години. Приключена е след като е взето политическо решение да се издаде GSM лиценз без търг и конкурс.
През юни 2004 г. българското правителство продава 65 процента от капитала на БТК на Viva Ventures Holding, филиал на американския частен инвестиционен фонд Advent International, за 280 млн. €. През януари 2005 г. българската държава прави публично предлагане на остатъчния пакет от акции и 34,78% от капитала на дружеството (2 869 573 акции) на Българската фондова борса – София.

### Развитие след 2004 г.
- През май 2005 г. БТК получава лиценз за изграждането на трето поколение мобилни далекосъобщителни системи по стандарта UMTS, клас Б (2x5 + 5 MHz). Разрешението е валидно за срок от 20 години и лицензионната такса е 42 милиона лева. За целта е основано дъщерно дружество БТК Мобайл.
- През ноември 2005 г. БТК мобайл стартира своите мобилни услуги с марката „Вивател“ като трети по ред български мобилен оператор след Мобилтел и Космо България Мобайл. По-късно той се превръща в най-бързо развиващия се мобилен оператор в страната.[5]
- През август 2007 г. компанията е продадена отново. AIG Investments чрез дъщерното си дружество AIG Capital Partners Inc. придобива мажоритарен дял в БТК за обща цена от 1080 млн. € (2112 млн.лв.)[7].
- През януари 2009 г. БТК обявява сливане с дъщерното си дружество БТК Мобайл (Вивател) с цел да се подобри ефективността на управлението, оптимизиране на разходите, сигурен и устойчив растеж и през септември 2009 г. обединението става факт под нова търговска марка – Виваком.
- През 2010 г. компанията изпада във финансово затруднение и не може да изплаща дълговете си от над 1 милиард евро, но опитите да намери купувач в лицето на турската Turkcell и Oger Telecom от Дубай пропадат[8]
- През ноември 2012 г. консорциум Вива Телеком България ЕАД придобива 93,99% от акциите на БТК, след като цялостната схема за преструктуриране на дълга е одобрена от лондонски съд, към който са се обърнали кредиторите, а сделката е разрешена от Европейската комисия и други регулаторни органи[8] Вива Телеком България ЕАД включва VTB Capital, инвестиционно подразделение на втората по големина банка в Русия и местен партньор Цветан Василев. Разпределението на акциите според отчет на компанията за третото тримесечие на 2015 е 43,3% за Василев и 33,3% за VTB Capital.[9] Местните експерти са на мнение, че покупката на VIVACOM е сред най-сложните сделки в България.[10]
- През 2013 г. акционерите теглят нов кредит от банка VTB в размер на 150 млн. с падеж май 2015 г. и го обезпечават със собствеността на БТК. През 2014 г. обаче настъпва фалит на Корпоративна търговска банка, а Василев напуска България. Затова 100% от дяловете на БТК се продават на отворен и конкурентен търг, иницииран от банка VTB и проведен от Ernst & Young с участието на големи международни оференти, включително и американски компании. След 20 кръга на наддаване, консорциум от финансови инвеститори, воден от Спас Русев е обявен за победител и нов собственик на БТК.[11] В консорциума са включени VTB Capital и Delta company със собственик Милен Велчев, главен изпълнителен директор на VTB Capital АД (българското дъщерно дружество на банката).[12] Според среди, близки до сделката, банка VTB е едновременно и продавач и купувач и е предоставила на г-н Русев необходимата сума.[9]

### Спор за собствеността
- Въз основа на последния финансов отчет руският бизнесмен Косарев е придобил дела на Василев в БТК.[13] Компанията-майка на БТК е V Telecom Investment S.C.A., в която двама акционери притежават повече от 20% от акционерния капитал: LIC Telecommunications S.a.r.l. (Косвено притежание на Empreno Ventures Limited с нейния бенефициарен собственик Дмитрий Косарев) с 43,3% от акционерния капитал, и Crusher Investment Limited, с 33,3%. Въпреки че VTB обяви продажбата на Виваком на г-н Русев през ноември 2015 г., сделката все още не е приключена и Дмитрий Косарев остава най-големият акционер на компанията.
- През юни 2016 г. над 87% от облигационерите на емисия еврооблигации за 400 милиона евро на БТК дават съгласието си за промяна на контрола върху дружеството, както е описано по Ирландската фондова борса, подкрепяща по-нататък легитимността на търга. Придобиването също получава разрешение от българската Комисия за защита на конкуренцията (КЗК) и на Европейската комисия.[14] В интервю г-н Косарев заявява, че Европейската комисия все още не е одобрила сделката, а българската КЗК е дала разрешението въз основа на неверни данни за състава на консорциума и ролята на ВТБ в него, предоставени от купувача. Тази резолюция се оспорва в българския съд от Empreno.[15] Empreno завежда съдебен иск срещу VTB Capital във Върховния съд на Лондон, като делото все още се води.
- През август 2016 г. Empreno изпраща жалба до членовете на Надзорния съвет на VTB, за да ги предупреди, че ръководството на VTB планира да отпусне мним заем (с цел измама) от 240 милиона евро на консорциума от купувачи за закупуването на компанията InterV (непряк холдинг на БТК).[15] По време на процеса на получаване на съгласието на притежателите на облигации VTB не е изложила много и важни данни, като така ги е подвела. В резултат на това US Trustee bank, която представлява интересите на облигационерите, отказва да подпише каквито и да било одобрителни документи. Като следствие от дълги преговори, притежателите на облигации се съгласиха да предоставят съгласието си, но след изпълнението на редица важни условия, като например: прекратяване на всички съдебни дела и правно потвърждение за произхода на капитала на г-н Русев и г-н Велчев. От правна гледна точка няма съгласие, тъй като нито едното, нито другото изискване може да се изпълни. По този начин, ако VTB продаде заложените като обезпечение акции, тя предоставя на облигационерите възможност за предсрочно обратно изкупуване на облигациите, което неизбежно ще доведе до фалита на компанията.

## Търговски марки

### Vivatel
„Vivatel“ e историческа търговска марка на „БТК Мобайл“ – дъщерно дружество, създадено първоначално като мобилен оператор и работило до януари 2009 г., когато се слива с компанията-майка БТК под новата търговска марка Виваком.

### Vivacom
„VIVACOM“ e търговската марка на компанията от септември 2009 г.
Новото лого е изработено от рекламната агенция „Пъблисис МАРК“ през 2009 г. и е изградено от 2 елемента – сферичен знак и текст в 2 цвята, оранжево и сиво. Слоганът е „Всичко, което ни свързва“, а на английски е „United communications“.
При обявяването на логотипа се оказва, че той много наподобява по форма и цветове логото на едноименната италианска компания Vivacom, занимаваща се с е-маркетинг, уеб дизайн и онлайн приложения от 20 години.
На 1 март 2012 г. стартира и телевизионен канал с името „Vivacom Arena“. Каналът се излъчва като платен пакет в сателитната и IPTV мрежа на оператора. Излъчва филмови заглавия, като през първата година от излъчването си предава на живо и тенис турнири от сериите „ATP World Tour 250“.

## Надзорен съвет
- Никос Статопулос – Председател на Надзорния съвет[21]
- Стан Милър – Член на Надзорния съвет, Главен Изпълнителен Директор на Юнайтет Груп.
- Либор Вончина – Член на Надзорния съвет, Заместник Главен Изпълнителен Директор на Юнайтет Груп.

## Управленски екип
- Николай Андреев – Член на УС, Главен изпълнителен директор[22]
- Николай Гаврилов – Член на УС, Главен технически директор
- Иво Златев – Главен юридически директор
- Желяз Кольовски – Главен директор Маркетинг
- Стоян Каранлъков – Член на УС, Главен директор продажби
- Асен Великов – Член на УС, Финансов директор
- Малина Чавдарова – Директор Човешки Ресурси
- Любомир Малоселски – Директор Продукти и Услуги
- Владимир Рангелов – Директор Broadcasting Услуги